# Панченко, Любовь Анатольевна
Любовь Анатольевна Панченко (род. 20 октября 1952) — российский политический деятель, депутат Государственной думы второго созыва

## Биография
В 1975 году закончила Донецкий государственный медицинский институт, в 2003 году — Российский государственный гуманитарный университет по специальности юриспруденция, в 2007 году — Российский государственный гуманитарный университет по специальности финансы и кредит. Кандидат медицинских наук.
Депутат Государственной Думы Российской Федерации второго созыва.
Депутат Совета депутатов города Фрязино трех созывов.
С 2007 по 2008 год — начальник финансово-экономического управления администрации г.о. Фрязино. С 2008 года — Председатель Контрольно-счетной палаты г.о. Фрязино.